# 本頓縣 (愛阿華州)
本頓縣（英語：Benton County）是美國愛阿華州東部的一個縣。面積1,861平方公里。根據美國2000年人口普查，共有人口25,308人。縣治文頓（Vinton）。
成立於1846年1月17日。縣名紀念代表密蘇里州的聯邦參議員湯瑪斯·哈特·本頓（Thomas Hart Benton）。